# Lethocerus indicus

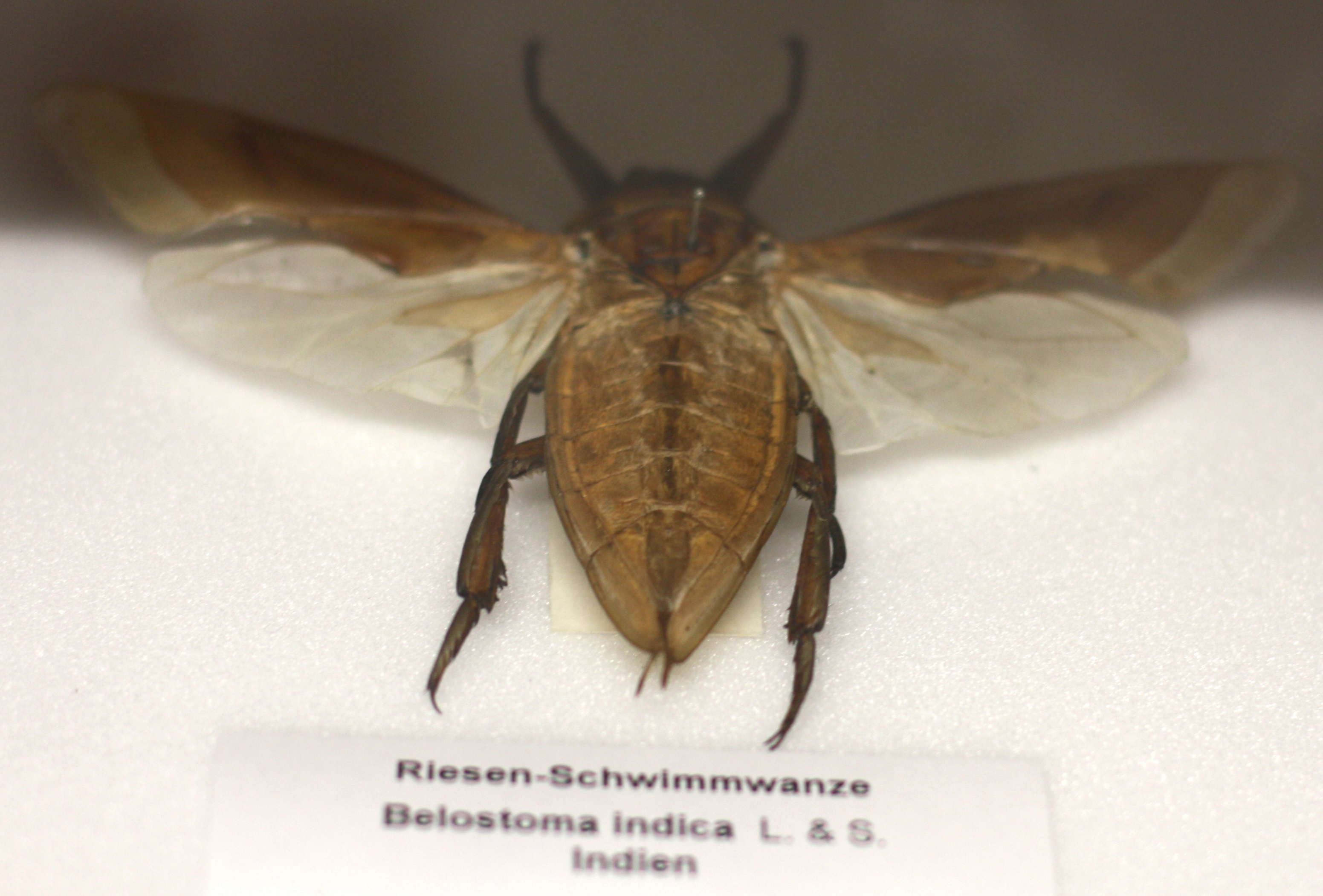
Розправлені крила клопа

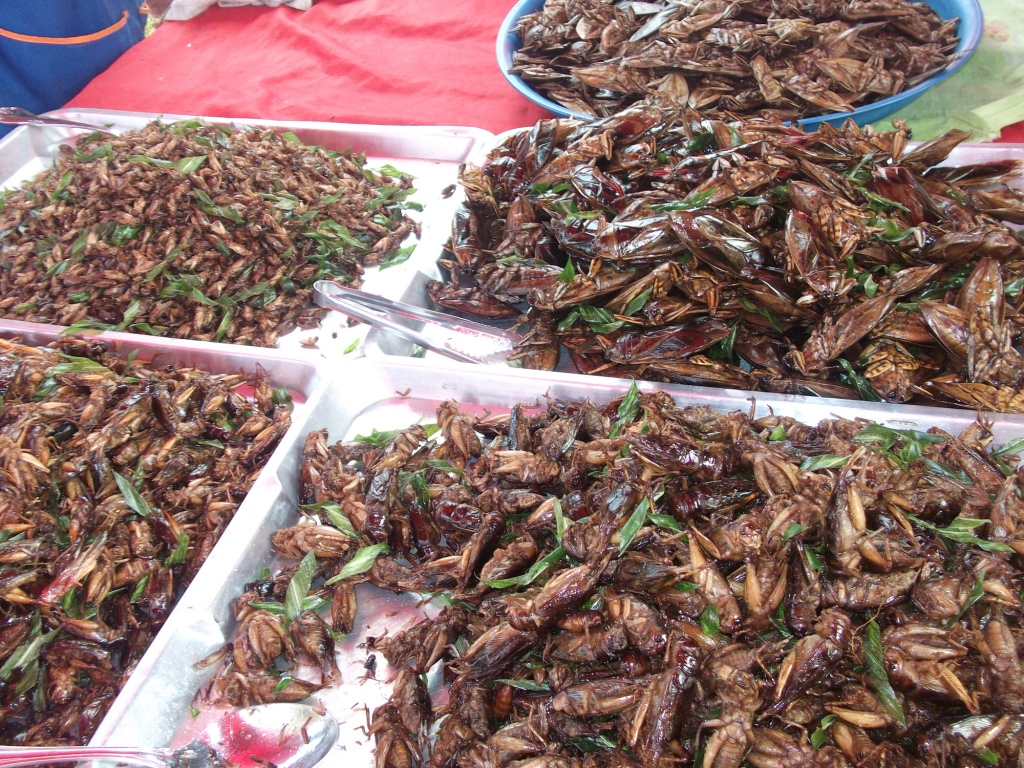
Смажені клопи на базарі в Таїланді

Смажені клопи на фестивалі свічок в Убон Рачатані

Гігантський водяний клоп (Lethocerus indicus) — комаха з родини белостоматидів (Belostomatidae). Походить з Південної та Південно-східної Азії.

## Опис
Lethocerus indicus досягають в довжину до 15 сантиметрів. Задні ноги трансформувалися для плавання. Дещо коротші порівняно з іншими передні ноги сильні, великі, мають на кінцях гачки-кігті. Ними комаха захоплює здобич. Дорослі клопи не дихають під водою, тому мусять підніматися на поверхню для дихання. Мають 2 дихальні трубки, розташовані на черевці, що ледь виступають за його кінець.

## Спосіб життя
Lethocerus indicus — хижаки. Полює та споживає дрібних тварин: комах, саламандр, пуголовок та дорослих земноводних, равликів, мальків і невеликих риб. Є свідчення про те, що клопи полюють також на черепах. Чатують на жертву в нерухомому стані на камені чи рослині. Коли жертва опиняється досить близько, клопи хапають її своїми передніми лапами і притягують до ротового отвору. За допомогою хоботка вони вводять в тіло жертви слину, яка паралізує її та розріджує нутрощі. Клоп висмоктує отриману розріджену масу.
Lethocerus indicus можуть літати, але роблять це лише у випадках переселення до іншої водойми. Також їх приваблює світло нічних ліхтарів за що отримали назву «electric light bugs» («жуки електричного освітлення»). Людей Lethocerus indicus кусають за ноги або пальці ніг під час купання. Укус клопа є дуже болісним.
Навесні на спинці самців з родини Belostomatidae можна побачити безліч великих блідо-сірих або коричневих яєць. Після кожного спарювання самка відкладає йому на надкрила по 1-4 яйця. Самець може носити на собі кладку до 100 яєць. Пара гігантських водних клопів може паруватися до 30 разів. Самці носять кладку близько 10-12 днів, періодично піднімаючи їх над поверхнею води, що збільшує місткість кисню в яйцях.

## Поширення та середовище існування
Гігантський водяний клоп мешкає по всьому світу, а особливо в Північній і Південній Америці, Східній Азії і Північній Австралії. Наприклад,  наприкінці весни та влітку 2020 та 2021 років, дослідники зафіксували гігантського водяного клопа (також відомого як «палець-кусач») на східному узбережжі середземноморського острова Кіпр.

## Практичне використання
Вживається у їжу в Таїланді, Лаосі, В'єтнамі, Камбоджі та Філіппінах. Частини хітинового покриття клопа дуже тверді, тому їсти можна не всю комаху.